# Ванкувер Джаєнтс
«Ванкувер Джаєнтс» (англ. Vancouver Giants) — канадійський молодіжний хокейний клуб, що представляє місто Ванкувер, провінція Британська Колумбія. Команда виступає у дивізіоні Британської Колумбії західної конференції західної хокейної ліги. Домашнім майданчиком «гігантів» є Пасифік Колізіум, котрий здатен вмістити під час проведення хокейного поєдинку понад 16 тис. уболівальників.

## Історія
Клуб було створено у 2001 році, з якого він і бере участь у змаганнях ЗХЛ.
Вже у своєму п'ятому сезоні, «Джаєнтс» зуміли вибороти головний трофей ліги, кубок Еда Чіновета (раніше називався Президентський кубок ЗХЛ). Це дозволило їм узяти участь в розіграші Меморіального кубку. Однак вибороти трофей не вдалося: ванкуверці поступилися «Монктону» у півфіналі.
На наступний рік, у сезоні 2006-07, ситуація повторилася з точністю до навпаки: «Ванкувер» програв у фіналі ліги, однак як господар змагань знову взяв участь в розіграші Меморіального кубку, де цього разу впевнено переміг усіх суперників, і зоваював головний приз молодіжного хокею Канади.

## Результати по сезонах
Скорочення: І = Ігри, В = Виграші, Н = Нічиї, ПО = Поразки не в основний час гри, П = Поразки, ГЗ = Голів забито, ГП = Голів пропущено, О = Очки
| Сезон     | Ліга | І  | В  | Н | ПО | П  | ГЗ  | ГП  | О   | Місце     | Плей-оф                            |
| 2001-2002 | ЗХЛ  | 72 | 13 | 6 | 4  | 49 | 198 | 365 | 36  | 19-е з 19 |                                    |
| 2002-2003 | ЗХЛ  | 72 | 26 | 5 | 4  | 37 | 217 | 292 | 61  | 15-е з 19 | Програш в чвертьфіналі конференції |
| 2003-2004 | ЗХЛ  | 72 | 33 | 9 | 6  | 24 | 215 | 196 | 81  | 7-е з 20  | Програш в півфіналі конференції    |
| 2004-2005 | ЗХЛ  | 72 | 34 | 4 | 4  | 30 | 212 | 205 | 76  | 12-е з 20 | Програш в чвертьфіналі конференції |
| 2005-2006 | ЗХЛ  | 72 | 47 | - | 6  | 19 | 252 | 156 | 100 | 3-е з 20  | Чемпіони                           |
| 2006-2007 | ЗХЛ  | 72 | 45 | - | 10 | 17 | 245 | 143 | 100 | 4-е з 21  | Програш у фіналі                   |
| 2007-2008 | ЗХЛ  | 72 | 49 | - | 8  | 15 | 250 | 155 | 106 | 3-е з 22  | Програш в півфіналі конференції    |
| 2008-2009 | ЗХЛ  | 72 | 57 | - | 5  | 10 | 319 | 151 | 119 | 2-е з 22  | Програш у фіналі конференції       |
| 2009-2010 | ЗХЛ  | 72 | 41 | - | 6  | 25 | 267 | 211 | 88  | 10-е з 22 | Програш у фіналі конференції       |
| 2010-2011 | ЗХЛ  | 72 | 35 | - | 5  | 32 | 236 | 251 | 75  | 10-е з 22 | Програш в чвертьфіналі конференції |
| 2011-2012 | ЗХЛ  | 72 | 40 | - | 6  | 26 | 255 | 234 | 86  | 8-е з 22  | Програш в чвертьфіналі конференції |
| 2012-2013 | ЗХЛ  | 72 | 21 | - | 2  | 49 | 197 | 299 | 44  | 22-е з 22 |                                    |
| 2013-2014 | ЗХЛ  | 72 | 32 | - | 11 | 29 | 234 | 248 | 75  | 16-е з 22 | Програш в чвертьфіналі конференції |

## Рекорди клубу
Командні рекорди
- Найбільша кількість очок в сезоні — 119 (В57-ПО5-П10) (2008-09)
- Найменша кількість очок в сезоні — 36 (В13-Н6-ПО4-П49) (2001-02)
- Найбільша кількість забитих голів в сезоні — 319 (2008-09)
- Найменша кількість забитих голів в сезоні — 197 (2012-13)
- Найбільша кількість пропущених голів в сезоні — 365 (2001-02)
- Найменша кількість пропущених голів в сезоні — 143 (2006-07)

Індивідуальні рекорди
- Найбільша кількість набраних очок за сезон — 115, Кейсі П'єро-Заботель (2008-09)
- Найбільша кількість закинутих шайб у сезоні — 48, Евандер Кейн (2008-09)
- Найбільша кількість шайб закинутих у більшості за сезон — 23, Евандер Кейн (2008-09)
- Найбільша кількість переможних шайб за сезон — 10, Евандер Кейн (2008-09)
- Найбільша кількість результативних пасів за сезон — 79, Кейсі П'єро-Заботель (2008-09)
- Найкращий показник корисності в сезоні — Брент Регнер, «+65» (2008-09)
- Найбільша кількість штрафних хвилин у сезоні — 267, Трістон Грант (2003-04)
- Найбільша кількість перемог в сезоні (для голкіперів) — 43, Тайсон Сексміт (2007-08)
- Найкращий показник пропущених в середньому за гру шайб у сезоні — Джеймі Такер, 1,51 (2008-09)
- Найбільша кількість матчів без пропущених шайб у сезоні (для голкіперів) — 11, Дастін Слейд (2005-06)
- Найкращий відсоток відбитих кидків у сезоні (для голкіперів) — 93,6%, Джеймі Такер (2008-09)

Рекорди ліги
- Найбільша кількість матчів на «0» за кар'єру — 26, Тайсон Сексміт (2005-09) (також є рекордом КХЛ)
- Найбільша кількість матчів на «0» за сезон (для команди) — 14 (2006-07) (рівний показник з трьома іншими клубами)
- Найдовша переможна серія в плей-оф — 12, 2005-06 (рівний показник з чотирма іншими клубами)
- «Джаєнтс» є учасниками двох з п'яти найдовших матчів плей-оф в історії ліги. 10 квітня 2009 року відбувся другий найдовший матч, в котрому «Ванкувер» на Пасифік Колізіум грав проти Спокен Чифс. Поєдинок закінчився на 126 хвилині 5 секунді перемогою «вождів» з рахунком 3:2.

П'ятий за тривалістю поєдинок, в котрому «Чілівак Брюїнс» приймали «Джаєнтс», був зіграний 25 березня 2008 року. «Гіганти» перемогли з рахунком 4:3, зупинивши таймер на позначці 119 хвилин 34 секунди.

### Найкращі бомбардири
| Найбільша кількість: | Найбільша кількість: | Найбільша кількість: | Найбільша кількість: | Найбільша кількість: | Найбільша кількість: | Найбільша кількість: | Найбільша кількість: | Найбільша кількість: | Найбільша кількість: |
| Матчів               | Матчів               | Голів                | Голів                | Результативних пасів | Результативних пасів | Очок                 | Очок                 | Штрафних хвилин      | Штрафних хвилин      |
| -------------------- | -------------------- | -------------------- | -------------------- | -------------------- | -------------------- | -------------------- | -------------------- | -------------------- | -------------------- |
| Ніл Меннінг          | 310                  | Брендан Галлахер     | 136                  | Джонатан Блум        | 155                  | Брендан Галлахер     | 280                  | Трістон Грант        | 713                  |
| Крейг Каннінгем      | 295                  | Адам Коргейн         | 126                  | Адам Коргейн         | 147                  | Адам Коргейн         | 273                  | Джей Ді Вотт         | 594                  |
| Джеймс Генрі         | 281                  | Мітчелл Бартлі       | 107                  | Брендан Галлахер     | 144                  | Крейг Каннінгем      | 222                  | Герет Гант           | 542                  |
| Мітчелл Бартлі       | 280                  | Кейн Френсон         | 89                   | Ніл Меннінг          | 138                  | Мітчелл Бартлі       | 214                  | Марк Фістрік         | 453                  |
| Джонатан Блум        | 248                  | Жильбер Брюле        | 87                   | Крейг Каннінгем      | 136                  | Джонатан Блум        | 204                  | Веслі Ваньєвенгюйзен | 416                  |

## Гравці

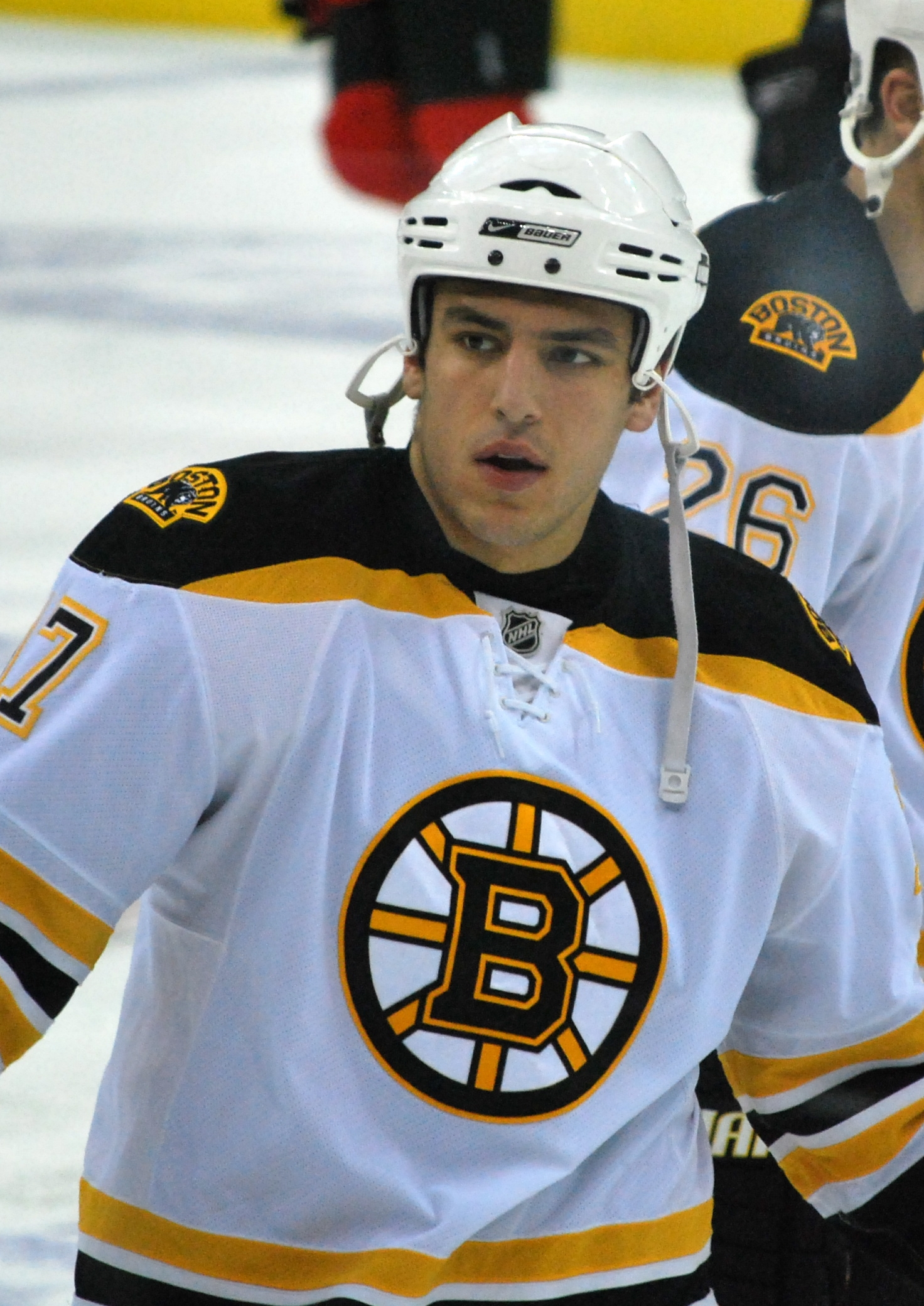
Мілан Лучич

### Найвідоміші хокеїсти
- Нік Тарнаскі
- Андрей Месарош
- Метт Касьян
- Марк Фістрік
- Жильбер Брюле
- Коді Френсон
- Мілан Лучич
- Маріо Бліжняк
- Міхал Репік
- Евандер Кейн
- Мілан Китнар
- Брендан Галлахер